# Towers of London
Towers of London (też: The Towers of London) – brytyjski zespół punkrockowy, założony w 2004 roku w Londynie. Styl grupy to glam punk, muzyka inspirowana jest twórczością m.in. takich zespołów jak Sex Pistols, Ramones czy Guns N’ Roses.

## Skład
- Donny Tourette – wokal;
- Dirk Tourette – gitara rytmiczna;
- Paul Mayers – gitara prowadząca;
- Tommy Brunette – bas;
- Snell – perkusja.

## Dyskografia
- 2006 – Blood, Sweat and Towers (LP, TVT Records)
- 2008 – Fizzy Pop (LP, Vibrant Records)